# Dilophus antarcticus
Dilophus antarcticus är en tvåvingeart som först beskrevs av Walker 1836.  Dilophus antarcticus ingår i släktet Dilophus och familjen hårmyggor. Inga underarter finns listade i Catalogue of Life.